# 北海大陸棚事件

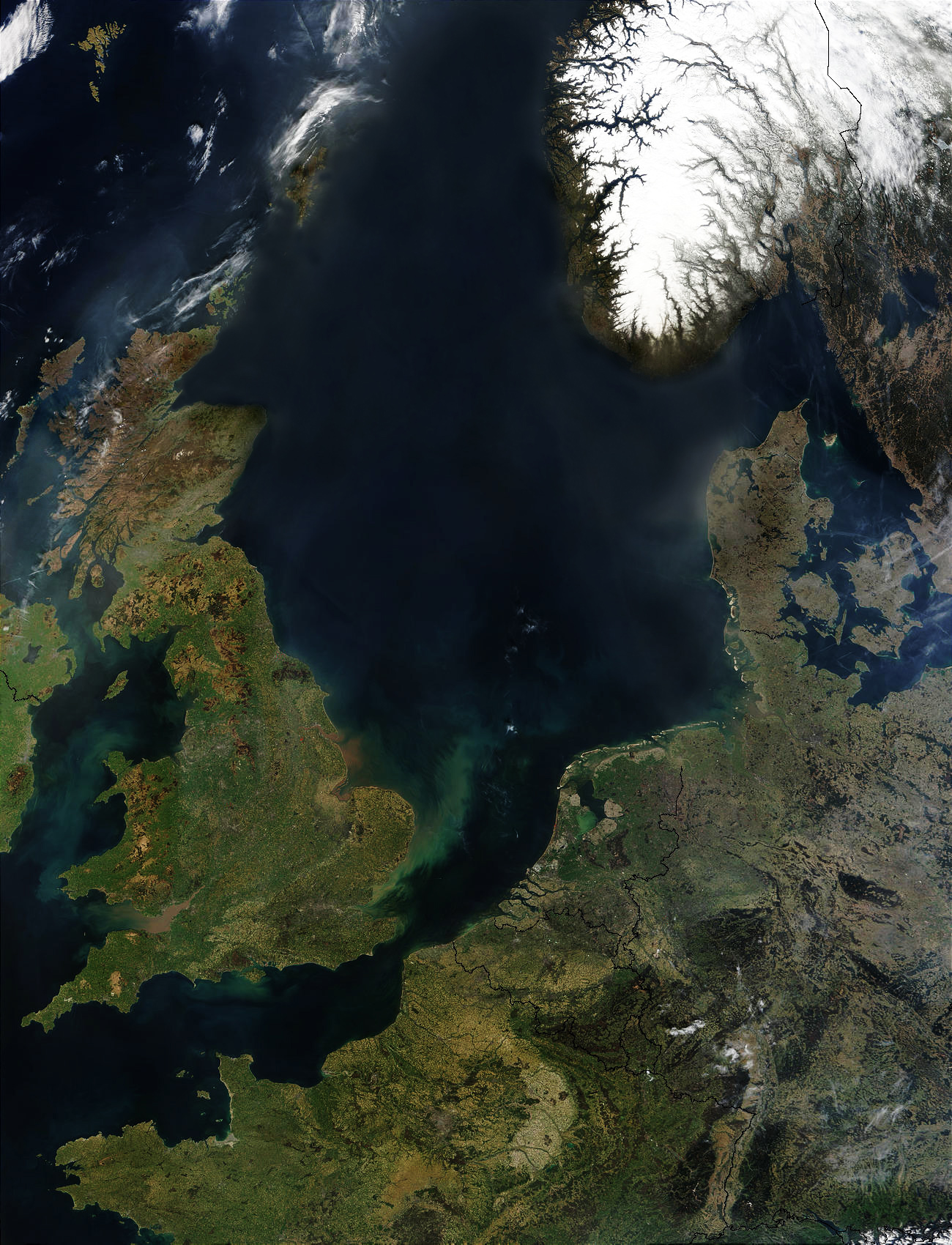
北海の衛星写真。NASA撮影。

北海大陸棚事件（ほっかいたいりくだなじけん、英語: North Sea Continental Shelf Cases、フランス語: Affaires du plateau continental de la mer du Nord）は、北海における大陸棚の境界画定を巡って西ドイツ、デンマーク、オランダが争った国際紛争である。
1967年2月20日に、この3カ国は紛争を国際司法裁判所(ICJ)に付託することで合意し、1969年2月20日に判決が下された。大陸棚の境界画定について定めた大陸棚条約第6条の等距離基準が同条約に加盟していない西ドイツに対して適用されるかが争点となったが、ICJはこれを否定し、境界画定は関連するすべての状況を考慮に入れて衡平な結果を実現できるように合意によって行われなければならないとし、当事国に対し誠実に交渉を行うことを命じる判決を下した。
この判例は、大陸棚の境界画定に関するリーディングケースであり、この問題に関する後の判例に大きな影響を与えている。

## 経緯

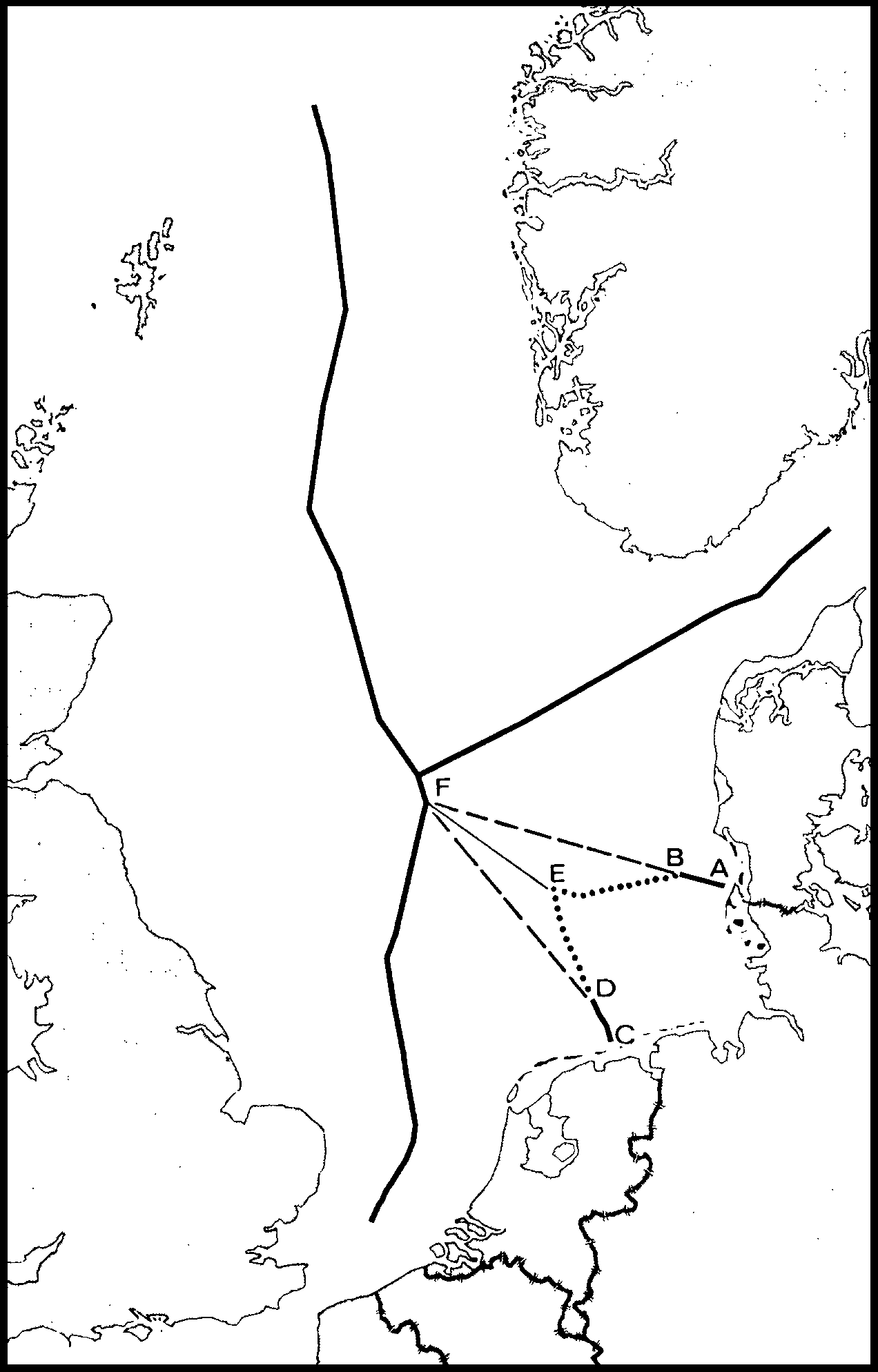
3国の主張をもとにICJが作成した海図。
A-B,C-D:裁判前に3国が同意した線。
B-E-D,E-F:デンマークとオランダが主張した線。
B-F-D:西ドイツが主張した線。
ICJ Reports 1969, pp.15-19より。

ひとつの大陸棚を隔てて複数の国が向かい合っているか、またはひとつの大陸棚に面して複数の国が隣り合っている場合、大陸棚に埋蔵する資源の配分とも絡みそれらの国々にとって大陸棚の境界画定は重要な問題となる。1958年に第1次国連海洋法会議で採択された大陸棚条約第6条は、この大陸棚の境界画定に関し以下のように定めた。
大陸棚の境界線を「いずれの点をとつてもそれらの国の領海の幅を測定するための基線上の最も近い点から等しい距離にある中間線とする」原則を等距離原則といい、大陸棚条約第6条によれば、大陸棚の境界線は関係国の「合意」によって決定されることとされ、その「合意」がない場合には「特別の事情」がない限り大陸棚の境界画定はこの等距離原則に基づいてなされることと定められた。この大陸棚条約は1963年6月12日にデンマークが、1966年2月18日にオランダが、それぞれ批准したが、西ドイツは批准しなかった。北海に面する国々は、例えばイギリス=ノルウェー間、イギリス=デンマーク間、イギリス=オランダ間、ノルウェー=デンマーク間などで、大陸棚境界線を中間線とする2国間条約が締結されていったが、北海海岸が隣接する西ドイツ、デンマーク、オランダの3国間では合意に至ることができなかった。そこで1966年3月、デンマークとオランダは両国間の大陸棚境界画定を等距離原則に基づいて行うことを定めた2国間条約を締結し、この2国間条約に基づく等距離中間線（右図中のE-F）が西ドイツに対しても有効であると主張した。この境界線は、海岸線が凹型に湾入する西ドイツにとって不利なものであった。そのため西ドイツは第三国である西ドイツに2国間条約に基づくこの等距離中間線は無効であると主張し、その後も3カ国間で交渉が行われたが、結局当事国の間で合意に至ることはできなかった。そこで西ドイツとデンマーク、そして西ドイツとオランダは、それぞれ2国間で特別合意を行いそれぞれ別個に、「各国に属する北海大陸棚の境界画定に適用される国際法の原則と規則は何か」について、国際司法裁判所(ICJ)に判断を求めたのである。

## 裁判
訴訟は西ドイツとデンマーク間の特別合意と西ドイツとオランダ間の特別合意により、それぞれ2国間で別個に付託されたものであったが、ICJは1968年4月26日の命令によってこれらふたつの訴訟を併合した。

### 各国の主張
- デンマークと  オランダの主張

特別の事情が存在しない限り、本件には大陸棚条約第6条に基づく等距離原則が適用されるべきであり、西ドイツの凹型の海岸線は等距離原則以外の規則が適用されるような特別の事情には該当しない。
- 西ドイツの主張

等距離原則が適用される場面は多くあるが、この原則はあらゆる国家が従うべき慣習国際法の規則ではなく、大陸棚条約の非当事国である西ドイツはこの等距離原則に拘束されない。各国には正当で衡平な配分を受ける資格がある。

### 判決
| 大陸棚条約第2条 |
| --- |
| 1. 沿岸国は、大陸棚に対し、これを探査し及びその天然資源を開発するための主権的な権利を行使する。 2. 1の権利は、沿岸国が大陸棚を探査しておらず又はその天然資源を開発していない場合においても、当該沿岸国の明示的な同意を得ることなしにこれらの活動を行ない又は当該大陸棚に対して権利を主張することができないという意味において、排他的である。 3. 大陸棚に対する沿岸国の権利は、実効的な若しくは名目上の先占又は明示的な宣言に依存するものではない。 4. この条約にいう天然資源は、海底の鉱物その他の非生物資源並びに定着性の種族に属する生物、すなわち、採捕に適した段階において海底面若しくはその下で静止しており又は絶えず海底に接触していなければ動くことができない生物から成る。 |

判決多数意見は以下の通り。
- 大陸棚境界画定の基本的な考え方

大陸棚条約第2条に規定される規則は、大陸棚制度に関する最も基本的な規則である。この大陸棚条約第2条に基づき、大陸棚は領土の自然の延長を構成して海中に向かってのびていることから、大陸棚に対する沿岸国の権利は、領土に対する主権に基づき最初から当然に存在する。国際法が大陸棚に関する権限を国家に付与するのは、大陸棚が領土の延長という意味において沿岸国の領域の一部とみなすことができるからであり、そのためどれほど領土に近い海底部分であっても領土の自然の延長ではない場合にはその海底は沿岸国に属さない。そのため大陸棚の境界画定はすでに沿岸国に属している海域の境界を設定することであり、各国に属する区域を新たに設定することではない。デンマークとオランダが主張する等距離原則について、同原則が有用である場合は少なくないが、等距離原則を機械的に適用するとある国の領土の自然の延長をなす海底部分が別の国に割り当てられることになるなど不合理な結果をもたらすこともある。大陸棚条約第2条については非締約国である西ドイツをも拘束する慣習国際法上の規則と一致したものであるが、大陸棚条約第6条（#経緯参照）に定められた等距離原則は慣習国際法化した規則ではなく、等距離原則が大陸棚境界画定のあらゆる場面に適用される唯一の規則ではない。
- 境界画定の規則

ICJに求められるのは、大陸棚の境界画定を行うことではなく境界画定にあたって依拠されるべき原則を示すことである。大陸棚条約第6条に規定された等距離原則を西ドイツに適用できないからといって、本件に適用されるべき規則が存在しないことにはならない。その規則とは、境界画定は当事国間の合意によってなされなければならず、その合意は衡平原則に基づかなければならないことである。各国はこの衡平原則に基づき、それぞれの国に領土の自然の延長となる大陸棚部分ができるだけ多く割り当てられる方法で合意すべきであり、大陸棚はその国の領土の自然の延長でなければならず、他国領土の自然の延長を成す他国の大陸棚に侵入してはならない。そのため当事国は合意に達する目的で交渉を行い、その交渉を有意義なものとするよう行動する義務を負う。また当事国は、海岸地形の形状、大陸棚の物理的・地学的構造、大陸棚に埋蔵する天然資源、海岸の長さと各国に属する大陸棚区域面積とのつりあい、といった点を交渉にあたって考慮に入れなければならない。

## 解決

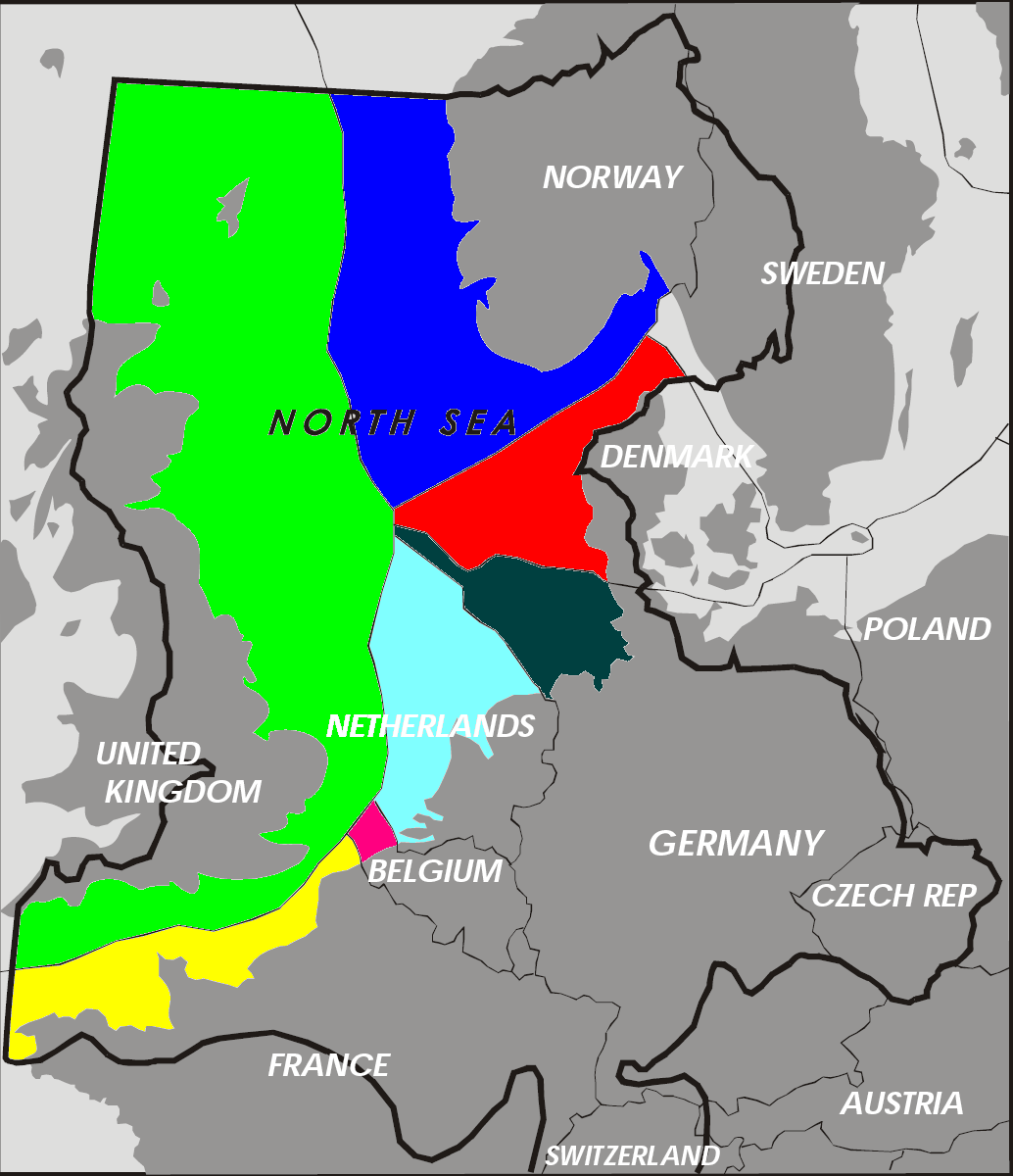
1971年条約による北海大陸棚の区分。

判決の後3カ国は外交交渉を行い、1971年1月28日に判決に示された大陸棚境界画定の原則に従った合意を定めた西ドイツ=デンマーク間と西ドイツ=オランダ間の2国間条約がそれぞれ締結された。この合意で境界線は、西ドイツに対し北海の中心部分まで大陸棚を認める代わりに、デンマークとオランダの大陸棚を西ドイツ側にくい込ませる形状となった（右記地図参照）。

## 判例としての意義
この北海大陸棚事件ICJ判決は、ICJにはじめて提起された大陸棚の境界画定に関する紛争であり、大陸棚の境界画定に関するリーディングケースといえる判例である。
ただし本件判決で示された、領土の自然の延長を各国にできるだけ多く割り当てる方法や、等距離原則に対する判断は本件の特有のものといえる。その後海域の境界画定に関する紛争は多発しこの分野に関する判例が蓄積されていくが、そうした判例に見られるのは、境界画定は問題となる海域の特徴を個別具体的に考慮して行うよりほかなく、境界画定のために一般的に適用される規則をあらかじめ特定することはしない、ということである。
そのためリーディングケースといえども、本件でICJが示した原則は本件にのみ特有のものであり普遍的なものとはいえない。北海大陸棚事件ICJ判決後の1973年から行われた第3次国連海洋法会議では、排他的経済水域の境界画定問題も絡み、等距離中間線を基準とすべき等距離原則派諸国と、等距離中間線では不衡平な結果をもたらすため衡平原則に基づくべきとする衡平原則派諸国との間で激しい対立があった。
北海大陸棚事件判決を受けて、国連海洋法会議では等距離原則と衡平原則双方の条文案が提案されたが、こうした条文案では合意に至ることはできなかった。そこで同会議の結果、1982年に採択された国連海洋法条約第83条第1項では、結局以下のように境界画定が等距離原則に基づくべきか、衡平原則に基づくべきかを明示しない形のものとなった。この国連海洋法条約第83条に言及される国際司法裁判所規程第38条とは、条約や慣習国際法などをさす。